# Восеніос
Восеніос (Vosenios або Vodenos) — вождь або цар кантіїв і відомий лише завдяки знайденим монетам часу його правління. Він успадкував правління від Дубновеллауна до кінця І-го ст. до н. е. Існують припущення, що, можливо, Восеніос і Дубновеллаун співправили. Восеніос правив до 15 року. Його владу успадковував Епілл, який, ймовірно, був колишнім королем атребатів.